# Real Racing 3
Real Racing 3 est un jeu vidéo de course développé par Firemonkeys Studios et édité par Electronic Arts, sorti en 2013 sur iOS, Android et BlackBerry. (Pas compatible avec Nvidia Shield)
Le jeu est téléchargeable gratuitement sur l'App Store, Google Play Store et autres plateformes de téléchargement pour applications mobiles mais inclut néanmoins la possibilité via les achats en jeu d'acheter en argent réel des pièces d'or et de l'argent virtuel pour se procurer des voitures, débloquer des courses.
Les développeurs ont intégré depuis le début des publicités permettant aux joueurs de jouer gratuitement, cela en offrant 1 pièce d'or par publicité visionnée. Depuis 2020 ils tolèrent également l'utilisation des fuseaux horaires permettant d'en regarder un nombre illimité pour tout autant de pièces d'or.
Real Racing 3 contient 24 tracés de circuits réels et 347 voitures ayant obtenu des licences officielles de 38 constructeurs comme Renault, Ferrari, Mercedes-Benz, Mazda, Ford ou encore des Formule 1.
Il fait suite à Real Racing et Real Racing 2.

## Accueil
- Canard PC : 6/10[2]
- Pocket Gamer : 9/10[3]
- TouchArcade : 4/5[4]